# Спивак, Михаил Анатольевич
Михаи́л Анато́льевич Спива́к (род. 19 ноября 1973, Кемерово) — писатель, публицист, редактор и сценарист. Заместитель главного редактора канадского русскоязычного журнала «Новый Свет», член Союза журналистов России.

## Биография
Родился в семье инженеров. В начале 90-х уехал на постоянное место жительства в Израиль. Работал в сфере высоких технологий инженером по контролю за качеством программного обеспечения. В середине 2000-х годов иммигрировал в Канаду, живёт в городе Виннипег. Преподаёт шахматы. В 2015 году возглавлял делегацию Канады на Первых всемирных играх юных соотечественников в Сочи.

## Деятельность
Начинал с юмористических рассказов, написанных в период прохождения срочной службы в танковой бригаде Армии обороны Израиля. Автор многих публикаций и книг, отрывки из которых неоднократно печатались в литературных журналах.
С 2013 года — соучредитель издательства «Litsvet» (Канада) и заместитель главного редактора журнала «Новый Свет». С 2010 года — главный редактор общественно-политической газеты провинции Манитобы «Перекрёсток Виннипег».
Координатор и член жюри литературной премии имени Э. Хемингуэя и всеканадского детского литературного конкурса «Пишем и говорим по-русски». Сценарист документального сериала «Вещдок» на украинском общенациональном телеканале «Интер».
Принимал участие в передачах на радио «Голос Альберты», радио «Мегаполис Торонто», канадском русскоязычном телеканале «RTV» телекоммуникационной сети Shaw.

### Публикации в периодических изданиях
«Невский альманах» (Россия), «Крещатик» (Германия), «Сибирские огни» (Россия), «Огни Кузбасса» (Россия), «Литературный европеец» (Германия), «Заметки по еврейской истории» (Германия), «Чайка» (США), Дилетант (Россия), «Новый Свет» (Канада), «Приокские зори» (Россия), «Балтика» (Россия), «45-я параллель» (Россия), портал «Мегалит» (Россия), «Чаян» (Россия), «Северо-Муйские огни» (Россия), «Сетевая Словесность» (Россия), «Мишпоха» (Белоруссия), «Новая Немига литературная» (Белоруссия), «Литературный Иерусалим» (Израиль), портал «ИсраГео» (Израиль), «Зарубежные задворки (Za-Za)» (Германия), «День литературы» (Россия), «Союз писателей» (Россия), «Метаморфозы» (Белоруссия), «Мир животных» (Белоруссия), «Новый Континент» (США), «Витражи» (Австралия), «Зарубежная Россия» (США), «Южный остров» (Новая Зеландия), «Новый Енисейский литератор» (Россия), «Менестрель» (Россия), «Новая реальность» (Россия), «Jewish.Ru» (Россия), «Южная звезда» (Россия), «Огни над Бией» (Россия), «Золотое руно» (Россия), «Рукопись» (Россия), «Тамыр» (Казахстан), «Порт-фолио» (Канада), «Мы здесь» (США/Израиль), «Sem40» (Израиль), «Секрет» (Израиль), «Еврейский мир» (США), «Голос Альберты» (Канада), «Киев еврейский» (Украина), «Кузнецкий край» (Россия), «Вечерняя Одесса» (Украина) и в других.
Публикации в переводе на украинский язык в журнале «Бористен», «Жінка-Українка», «Деснянська правда». Публикации в англоязычной прессе «The Jewish Post & New».

## Награды и премии
- Премия им. Абая за повесть «История одной книги» (2018)[9]
- Национальная литературная премия «Золотое перо Руси» за роман «Дебошир» (2018)[10]
- Литературная премия им. де Ришельё, «Бриллиантовый Дюк» за роман «Невероятные приключения дона Мигеля Кастильского и визиря Иерусалимского в Испании» (2017)[11]
- Литературная премия им. Пантелеймона Кулиша (2017)[12]
- Международная литературная премия им. Н.В.Гоголя «Триумф» (2016)[13]
- Литературная премия им. Григория Сковороды «Сад божественных песен» (2016)[14]
- Литературная премия «Золотой асык», Казахстан (2016)[15]
- Литературная премия им. Вениамина Блаженного (2015)
- Медали: «Леси Украинки» (2017), «Александра Довженко» (2017)[16]